# Boones Mill
Boones Mill est une municipalité américaine située dans le comté de Franklin en Virginie.
Selon le recensement de 2010, Boones Mill compte 239 habitants. La municipalité s'étend sur 0,73 mille carré (1,89 km2).

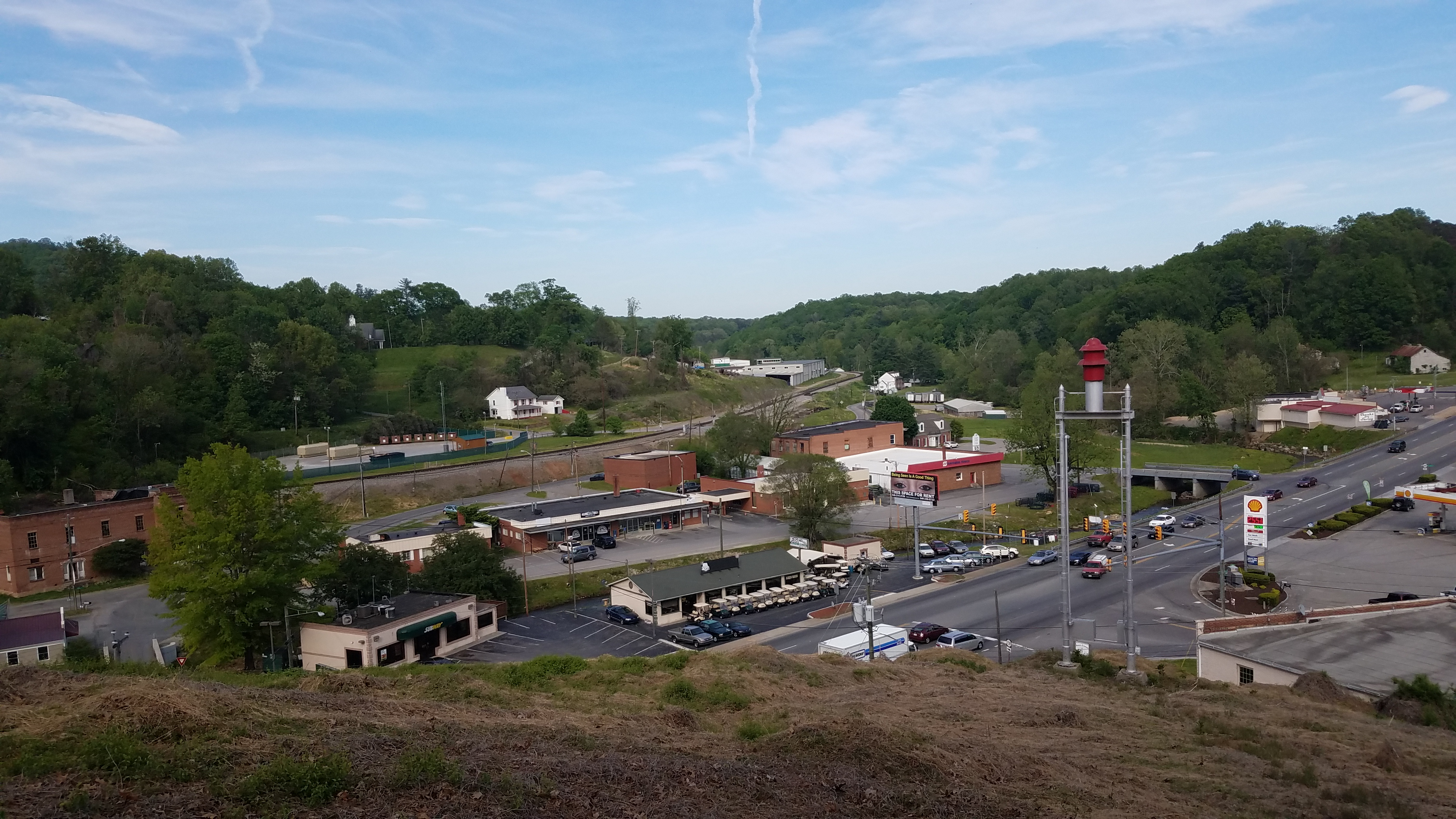

La localité est fondée en 1872 par Jacob Boon. Elle se développe particulièrement à partir de l’arrivée du Norfolk and Western Railway en 1892, qui fait du bourg l’un des principaux centres commerciaux du comté. Boones Mill devient une municipalité en 1927. Son quartier historique est inscrit au Registre national des lieux historiques depuis 2014.